# Vanda bensonii
Vanda bensonii  es una especie de orquídea que se encuentra en Asia.

## Descripción
Es una planta pequeña a mediana, que prefiere el clima cálido, de hábitos epifitas monopodial  con un tallo erguido, con hojas coriáceas, alternas que florece en una inflorescencia erecta axilar, racemosa, gruesa, de  45 cm de largo con 10-20 flores fragantes que aparecen en la primavera y ocasionalmente en otros momentos del año.

## Distribución y hábitat
Se encuentra en Assam (India), Birmania y Tailandia en los bosques caducifolios en las elevaciones bajas a moderadas.  en tamaño pequeño a mediano, caliente para calentar en crecimiento, epífita monopodial 

## Taxonomía
Vanda bensonii fue descrita por James Bateman y publicado en The Gardeners' Chronicle & Agricultural Gazette 1867: 180. 1867.
Etimología
Vanda: nombre genérico que procede del nombre sánscrito dado a la especie  Vanda tessellata  en la India, también puede proceder del latín (vandi) y del griego (dios santísimo ).
bensonii: epíteto otorgado por Benson un oficial Inglés y un entusiasta de la orquídeas en Birmania de 1800.